# David Campbell Bannerman
David Campbell Bannerman (Mumbai, 28 maggio 1960) è un politico britannico, esponente del Partito Conservatore e membro del Parlamento europeo durante la VII e la VIII legislatura.

## Biografia
Campbell Bannerman è un lontano parente dell'ex primo ministro Henry Campbell-Bannerman che ha portato il Partito Liberale a una vittoria schiacciante sui conservatori nelle elezioni generali del 1906.
Ha studiato in varie università, tra cui l'Università della Pennsylvania. Ha lavorato nel settore delle pubbliche relazioni. È stato tra gli altri portavoce di ATOC ( Association of Train Operating Companies), un'associazione di vettori ferroviari.
È esponente del Partito Conservatore. Negli anni '90 è stato consigliere comunale della Royal Tunbridge Wells, e ha anche guidato il gruppo di riflessione Bow Group. Fu anche consigliere di Patrick Mayhew, allora ministro conservatore. Nel 2002, si è unito al Partito per l'Indipendenza del Regno Unito. Nel 2006, ha corso per la leadership di questo partito, ottenendo il terzo posto, è poi diventato vice leader del partito.
Nelle elezioni del 2009, ha ottenuto il mandato di membro del Parlamento europeo per l'UKIP. Si è unito al gruppo di recente costituzione sotto il nome di Europa della Libertà e della Democrazia, nonché alla commissione per il commercio internazionale e alla sottocommissione per la sicurezza e la difesa. Nel 2011 è tornato al Partito Conservatore e nel 2014 ha rinnovato il mandato del deputato europeo.